# CTA-Arsenal
De CTA-Arsenal werd ontworpen door de Union technique de l'automobile, du motocycle et du cycle (vroeger: CTA) en geproduceerd door Arsenal de l'Aéronautique. De bedoeling was om van deze wagen de "nationale eenzitter" te maken, ter concurrentie van Alfa Romeo in toekomstige races. Deze plannen werden echter snel verworpen na de cruciale testresultaten en het resultaat in zijn eerste race.
De eerste test vond in september 1947 plaats op het Autodrome de Linas-Montlhéry. De wagen bleek uit deze test rampzalig ontworpen te zijn, aangezien bij hoge snelheden het chassis niet op één lijn bleef liggen. Ondanks deze resultaten wilde de Franse regering haar geld nog steeds goed besteed zien en schreef deze wagen daarom in de Grand Prix Formule 1 van Frankrijk 1947. In de voorronde eindigde de wagen reeds als dertiende van de veertien wagens. Ook in de eigenlijke race bleef de CTA-Arsenal bij de laatste van het pak.
Nadat ook in de editie van 1948 de verwachte resultaten niet behaald werden, werd de samenwerking tussen beide autoconstructeurs stopgezet om toekomstige vernederingen te voorkomen.